# Палац (Ходорів)
Палац у Ходорові – збудований у 1860 році Шарлем де Во у Ходорові.

## Історія
Двоповерхова будівля з високим першим поверхом, збудована бароном Шарлем де Во, чоловіком Ельжбети Ланцкоронської (1844 р. н.), була увінчана високим вальмовим дахом. Палац був спалений під час Першої світової війни у 1915 році російськими військами.

## Новий палац
Євгеніуш Любомирський де Во(1895-1982) у 1932-1933 рр. збудував новий палац у стилі ар-деко, який зберігся донині.

## Галерея

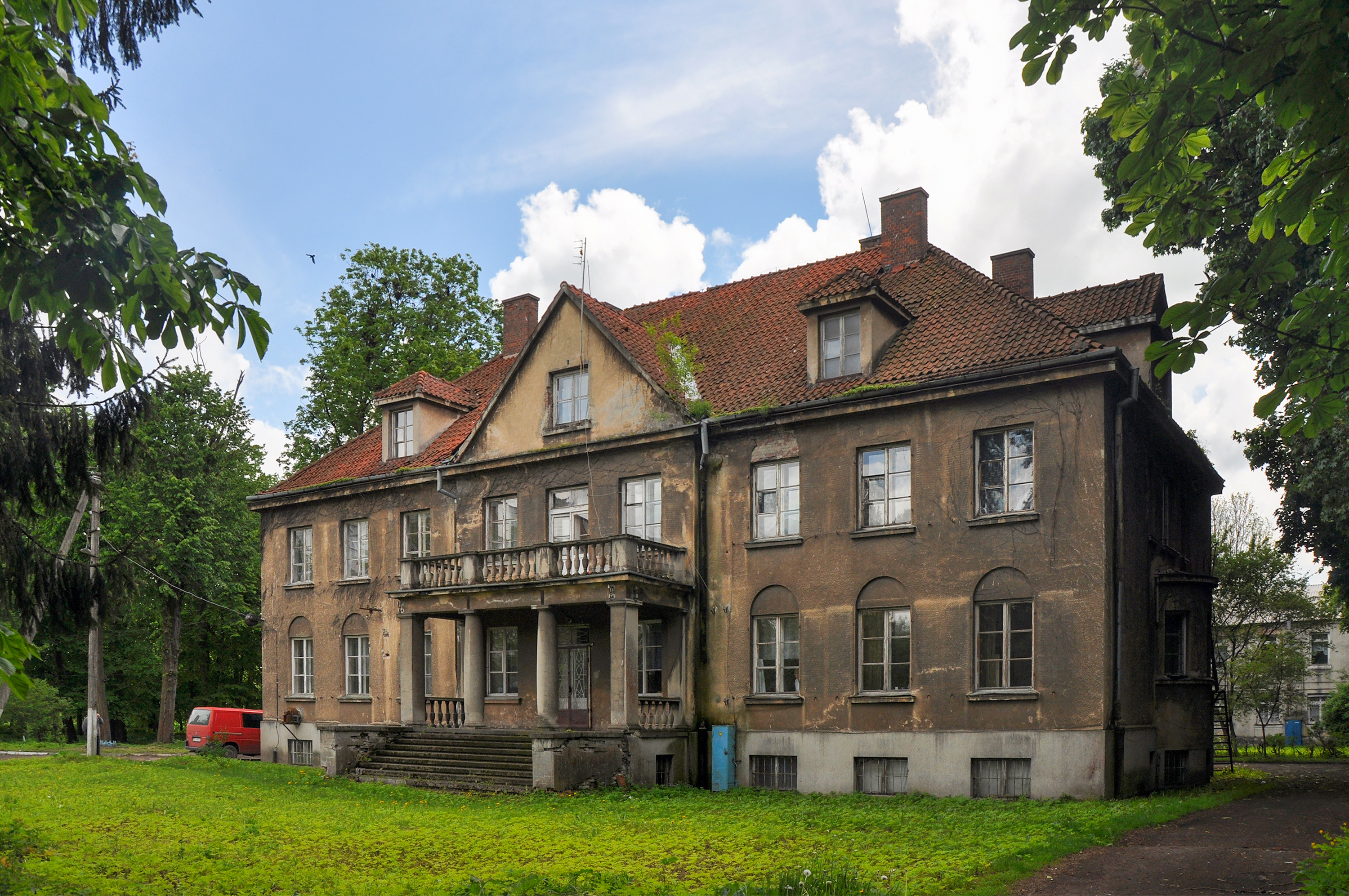
Палац
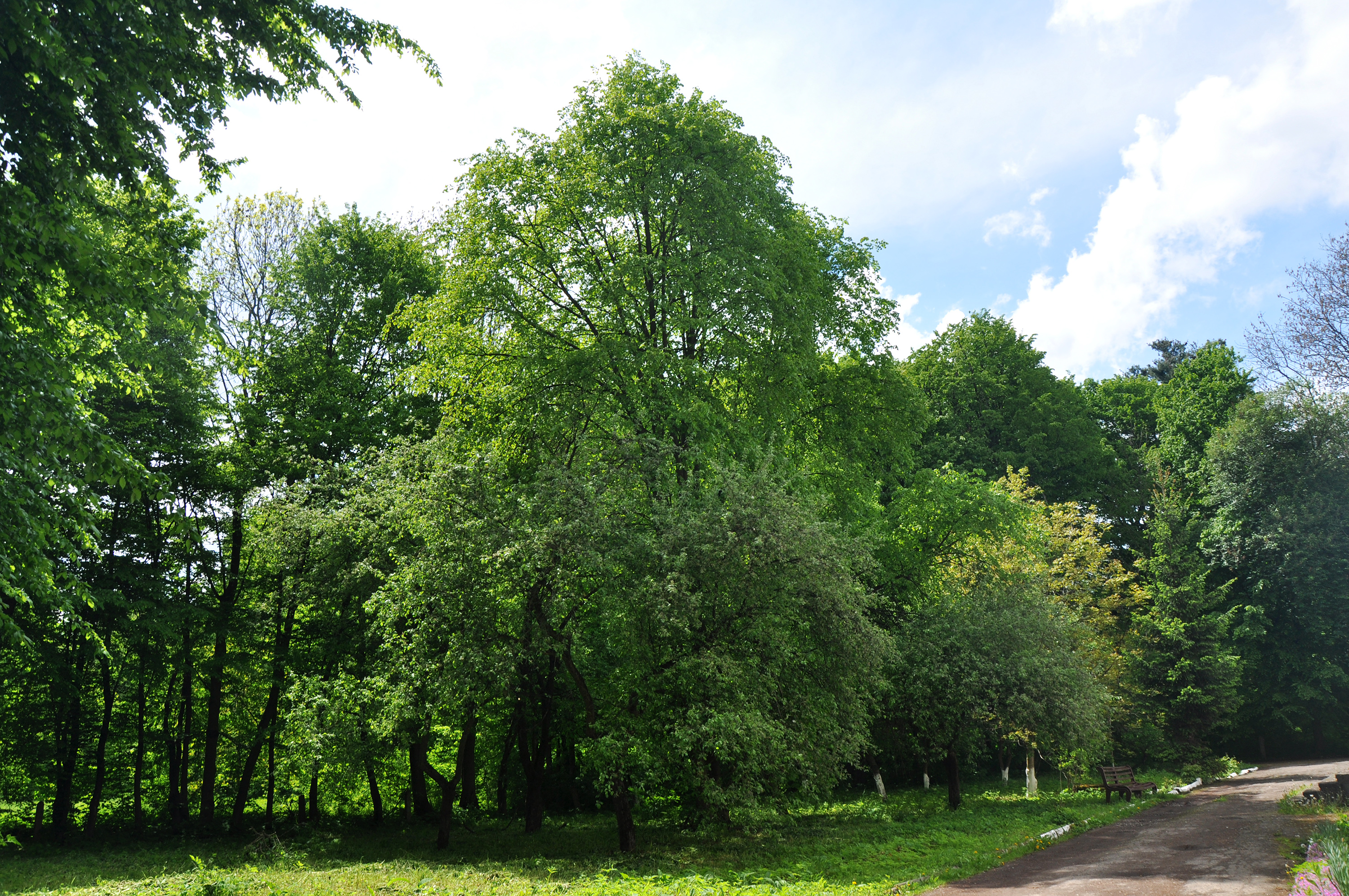
Парк